# Rešov (Horní Město)
Rešov (německy Reschen) je malá vesnice, část obce Horní Město v okrese Bruntál. Nachází se asi 3 km na jih od Horního Města.
Rešov je také název katastrálního území o rozloze 9,62 km2.

## Historie
Pravděpodobně koncem 13. století vznikl strážní hrad Rešov nad soutokem Huntavy a Tvrdkovského potoka asi kilometr severovýchodně od současné obce. Farnost v Rešově existovala už kolem roku 1350, další písemná zmínka je v seznamu obcí rabštejnského panství z r. 1398, kdy se předpokládá, že hrad již byl opuštěn. Rešov byl samostatnou obcí se 180 obyvateli, měl jednotřídní mateřskou školu, obchod a hostinec.

### Vývoj počtu obyvatel
Počet obyvatel Rešova podle sčítání nebo jiných úředních záznamů:
| Rok            | 1869 | 1880 | 1890 | 1900 | 1910 | 1921 | 1930 | 1950 | 1961 | 1970 | 1980 | 1991 | 2001 |
| -------------- | ---- | ---- | ---- | ---- | ---- | ---- | ---- | ---- | ---- | ---- | ---- | ---- | ---- |
| Počet obyvatel | 613  | 593  | 538  | 503  | 455  | 444  | 434  | 161  | 167  | 119  | 71   | 49   | 30   |

V Rešově je evidováno 50 adres : 41 čísel popisných (trvalé objekty) a 9 čísel evidenčních (dočasné či rekreační objekty). Při sčítání lidu roku 2001 zde bylo napočteno 38 domů, z toho 16 trvale obydlených.

## Pamětihodnosti
- Rešovské vodopády, národní přírodní památka
- Kostel sv. Kateřiny je kulturní památka ČR.[8]
- Pozůstatky hradu Rešov - Pustý zámek [9]